# 비잔티움의 펠릭스
펠릭스(그리스어: Φῆλιξ; ? - 141년, 임기: 136년 - 141년)는 5년 동안 비잔티움의 주교였다.
펠릭스는 엘리우테리오스 주교를 계승하였으며, 그는 황제 하드리아누스와 안토니누스 피우스의 통치 기간 동안 재직하였다. 그의 후계자는 폴리카르포스 2세였다.